# Warkita
La warkita és un mineral que pertany al grup de la safirina. Va ser anomenat l'any 2013 per C. Ma, A.N. Krot, K. Nagashima i O. Tschauner en honor de David Wark, per les seves contribucions en la recerca d'inclusions riques en calci i alumini en meteorits; incloent el descobriment de les vores de Wark-Lovering que envolten les inclusions en meteorits.
És l'anàleg d'escandi de l'addibischoffita i la beckettita. És el segon mineral descobert que conté calci, alumini i escandi, després de la davisita.

## Característiques
La warkita és un mineral de fórmula química Ca₂Sc₆Al₆O₂₀. Cristal·litza en el sistema triclínic. No consta en cap de les principals classificacions minerals.

## Formació i jaciments
Es forma en condicions de reducció com a conseqüència d'una fase ultra-refractària. S'ha descrit en meteorits condrítics, sent un dels pocs minerals meteorítics rics en escandi, juntament amb l'allendeïta, davisita, kangita i panguita.